# Flascarpia alvinae
Flascarpia alvinae är en ringmaskart som beskrevs av Blake 1993. Flascarpia alvinae ingår i släktet Flascarpia och familjen Nautiliniellidae.
Artens utbredningsområde är Mexikanska golfen. Inga underarter finns listade i Catalogue of Life.